# Mercedes-Benz W18
Mercedes-Benz 290 är en personbil, tillverkad av den tyska biltillverkaren Mercedes-Benz mellan 1933 och 1937.
På Berlin-salongen våren 1933 presenterade Mercedes-Benz sin nya övre mellanklassbil 290. Den var betydligt mindre än företrädaren Mannheim, men med sitt avancerade chassi med hydrauliska bromsar och individuell hjulupphängning runt om var den en komfortabel långresevagn. Med sin trötta sidventilmotor var den ingen prestandavagn, men för den som ville ha en sportbil fanns istället 380-modellen. Lite bättre blev det 1935, när Mercedes-Benz trimmade upp toppeffekten ett snäpp.
Motor
| Modell | Motor                  | Cylindervolym | Effekt   | Bränslesystem   |
| ------ | ---------------------- | ------------- | -------- | --------------- |
| 290    | M18: 6-cyl radmotor sv | 2867 cm³      | 60-68 hk | Enkel förgasare |

Tillverkning
| Modell | Antal |
| ------ | ----- |
| 290    | 7 405 |